# 日本の高等学校一覧
| 総数                            | 4,774校    |
| 国立                            | 15校       |
| 公立                            | 3,438校    |
| 私立                            | 1,321校    |
| 文部科学省所在地                | 〒100-8959 |
| 東京都千代田区霞が関3丁目2番2号 |            |
| 公式サイト                      | 文部科学省 |

日本の高等学校一覧（にほんのこうとうがっこういちらん）は、日本の高等学校における学校記事一覧。

## 地域別の一覧

### 北海道地方
- 北海道高等学校一覧

### 東北地方
- 青森県高等学校一覧
- 岩手県高等学校一覧
- 宮城県高等学校一覧
- 秋田県高等学校一覧
- 山形県高等学校一覧
- 福島県高等学校一覧

### 関東地方
- 茨城県高等学校一覧
- 栃木県高等学校一覧
- 群馬県高等学校一覧
- 埼玉県高等学校一覧
- 千葉県高等学校一覧
- 東京都高等学校一覧
- 神奈川県高等学校一覧

### 中部地方
- 新潟県高等学校一覧
- 富山県高等学校一覧
- 石川県高等学校一覧
- 福井県高等学校一覧
- 山梨県高等学校一覧
- 長野県高等学校一覧
- 岐阜県高等学校一覧
- 静岡県高等学校一覧
- 愛知県高等学校一覧

### 近畿地方
- 三重県高等学校一覧
- 滋賀県高等学校一覧
- 京都府高等学校一覧
- 大阪府高等学校一覧
- 兵庫県高等学校一覧
- 奈良県高等学校一覧
- 和歌山県高等学校一覧

### 中国地方
- 鳥取県高等学校一覧
- 島根県高等学校一覧
- 岡山県高等学校一覧
- 広島県高等学校一覧
- 山口県高等学校一覧

### 四国地方
- 徳島県高等学校一覧
- 香川県高等学校一覧
- 愛媛県高等学校一覧
- 高知県高等学校一覧

### 九州地方
- 福岡県高等学校一覧
- 佐賀県高等学校一覧
- 長崎県高等学校一覧
- 熊本県高等学校一覧
- 大分県高等学校一覧
- 宮崎県高等学校一覧
- 鹿児島県高等学校一覧
- 沖縄県高等学校一覧

## 定時制・通信制の一覧
- 日本の定時制高等学校一覧
- 日本の通信制高等学校一覧

## 学科別の一覧
- 日本の専門学科設置高等学校一覧
  - 日本の農業に関する学科設置高等学校一覧
  - 日本の工業に関する学科設置高等学校一覧
  - 日本の商業に関する学科設置高等学校一覧
  - 日本の水産に関する学科設置高等学校一覧
  - 日本の家庭に関する学科設置高等学校一覧
  - 日本の看護に関する学科設置高等学校一覧
  - 日本の情報に関する学科設置高等学校一覧
  - 日本の福祉に関する学科設置高等学校一覧
  - 日本の理数科設置高等学校一覧
  - 日本の体育科設置高等学校一覧
  - 日本の音楽科設置高等学校一覧
  - 日本の美術科設置高等学校一覧
  - 日本の英語科設置高等学校一覧
- 日本の総合学科設置高等学校一覧

## その他の一覧
- 普通科コース設置校
- 日本のマンガ・アニメ系高等学校一覧
- 日本の交通関連の高等学校一覧
- 日本の仏教系高等学校一覧